# Błażej Jaszowski
Błażej Jaszowski (ur. 2 stycznia 1856 w Gródku koło Lwowa, zm. 23 kwietnia 1921 we Lwowie) – polski duchowny katolicki, teolog, profesor i rektor Uniwersytetu Lwowskiego.
Uczęszczał do gimnazjum we Lwowie, następnie studiował na Wydziale Teologicznym Uniwersytetu Lwowskiego. W 1880 otrzymał święcenia kapłańskie i wyjechał na dalsze studia do Wiednia, gdzie w wyższym zakładzie wychowawczym przy kościele św. Augustyna uzyskał doktorat teologii (rozprawa De compositione et fine evangelii sancti Matthaei). Powrócił do Lwowa w 1885. Pracował w kurii arcybiskupiej, był delegatem konsystorza do Rady Szkolnej okręgu miejskiego (od 1906 wiceprzewodniczącym Rady). Pełnił również funkcję kapelana i katechety Szkoły Rolniczej w Dublanach.
W październiku 1890 został adiunktem na Wydziale Teologicznym Uniwersytetu Lwowskiego. Prowadził zajęcia z teologii dogmatycznej, teologii moralnej oraz prawa kościelnego. Był również związany ze studium biblijnym Starego Testamentu. W 1896 otrzymał nominację na profesora nadzwyczajnego prawa kościelnego (zarazem został wykładowcą pedagogiki), trzy lata później na profesora zwyczajnego. Dwukrotnie pełnił funkcję dziekana Wydziału Teologicznego (1902/1903, 1909/1910), reprezentował Wydział w Senacie uczelni, w roku akademickim 1910/1911 był rektorem, a 1911/1912 prorektorem. W charakterze prorektora brał udział w pracach komitetu obchodów jubileuszu 250-lecia Uniwersytetu Lwowskiego. We wrześniu 1914 został wybrany członkiem galicyjskiej C. K. Rady Szkolnej Krajowej.
Opublikował tylko kilka prac naukowych (De matrimonio impedimento quod dicitur error, 1896; Pedagogia czyli nauka o wychowaniu dzieci ze szczególniejszym uwzględnieniem psychologicznych zasad dla nauczycieli, opracowana według trzeciego niem. wydania Henryka Baumgartnera, 1898), przygotował również wydanie wykładów swojego poprzednika na katedrze prawa kościelnego ks. Marcelego Paliwody (1901).